# 熊本電気鉄道藤崎線
藤崎線（ふじさきせん）は、熊本県熊本市北区の北熊本駅から同市中央区の藤崎宮前駅までを結ぶ熊本電気鉄道の鉄道路線である。
藤崎宮前 - 黒髪町間には軌道法準拠（路面電車）で建設された名残として、事実上の併用軌道が存在する。

## 路線データ
- 路線距離（営業キロ）：2.3km
- 軌間：1067mm
- 駅数：3駅（起終点駅含む）
- 複線区間：なし（全線単線）
- 電化区間：全線（直流600V）
- 閉塞方式：特殊自動閉塞式（電子符号照査式）
- 最高速度：50km/h[1]

## 運行形態
菊池線の御代志駅方面との列車はすべて藤崎宮前駅発着で運行されている。
全て普通列車での運行で、朝と平日夕方に入出庫を兼ねた北熊本 - 藤崎宮前間の線内区間列車があるほかは、すべて菊池線に直通する御代志 - 藤崎宮前間の列車である。基本的なダイヤは菊池線御代志間 - 北熊本間と同一で、混雑時15分間隔、閑散時30分間隔で運転される。
終点駅となる藤崎宮前駅が藤崎八幡宮への最寄駅のため、毎年9月に開催される藤崎八旛宮秋季例大祭開催時は神幸行列（随兵行列）が行われる最終日（5日目）が最も混雑する。このため当日は早朝5時台に臨時列車が設定され以後は終日平日ダイヤでの運行となる。また、大晦日から元旦にかけても初詣客対応のため臨時ダイヤとなる。
なお、正式な起点は北熊本駅だが、列車運行および旅客案内では藤崎宮前駅から北熊本駅へ向かう列車が下り、逆方向が上りとなっている。

## 歴史
- 1909年（明治42年）3月3日：軌道特許状下付[2]。
- 1911年（明治44年）10月1日：菊池軌道により池田（現在の上熊本） - 千反畑（現在の藤崎宮前）間が開業[2]。軌間914mm。
- 1913年（大正2年）8月27日：広町（藤崎宮前） - 御代志 - 高江間が開業し[2]、池田 - 隈府（のちの菊池）間が全通。
- 1923年（大正12年）8月2日：上熊本 - 室園間を1067mm軌間に改軌、電化。
- 1942年（昭和17年）5月1日：藤崎宮前 - 隈府間を軌道法による軌道から地方鉄道法による鉄道に変更[3][4]
- 1948年（昭和23年）1月1日：現社名の熊本電気鉄道となる。
- 1949年（昭和24年）4月1日：藤崎宮前 - 亀井間が室園駅経由から北熊本駅経由に変更。
- 1950年（昭和25年）10月1日：上熊本 - 北熊本間開業に伴い、上熊本 - 北熊本 - 隈府間を菊池線、北熊本 - 藤崎宮前 - 上熊本間を藤崎線とする。
- 1953年（昭和28年）6月26日：上熊本 - 藤崎宮前間が水害で不通。
- 1954年（昭和29年）6月1日：上熊本 - 藤崎宮前間を廃止し、敷地を熊本市交通局へ譲渡。同年10月1日に熊本市電坪井線として開業（1970年（昭和45年）5月1日廃止）
- 1979年（昭和54年）8月1日：上熊本駅での国鉄との貨物連絡運輸が終了。藤崎宮前 - 北熊本 - 堀川間の貨物列車の運行と貨物取り扱いが全て廃止。
- 1984年（昭和59年）2月1日：鉄道小荷物取り扱い廃止。
- 1988年（昭和63年）
  - 1月11日：閉塞方式をタブレット閉塞式から特殊自動閉塞式（電子符号照査式）に変更。
  - 3月1日：藤崎宮前駅が無人化。
- 1997年（平成8年）2月14日：藤崎宮前駅の新駅舎が完成。
- 2003年（平成15年）12月17日：藤崎宮前 - 北熊本 - 御代志間でATSを導入。
- 2009年（平成21年）4月1日：ダイヤ改正。藤崎宮前 - 御代志間の終電車の運転時刻を大幅繰り下げ。
- 2015年（平成27年）4月1日：交通系ICカード「熊本地域振興ICカード（くまモンのIC CARD）」に対応[5]。
- 2017年（平成29年）
  - 2月22日：藤崎宮前駅付近で発生した脱線事故の影響で終日運休となる。翌23日の始発列車より黒髪町駅 - （菊池線）御代志間で折り返し運転を再開[6]。
  - 3月7日：始発列車より全線で運転再開[7]。
- 2019年（令和元年）10月1日：駅ナンバリング導入[8]。

## 駅一覧
全駅熊本県熊本市内に所在。駅番号は2019年10月1日から導入。

### 現存区間
- 線路（全線単線） … ◇：列車交換可、｜：列車交換不可

| 駅番号 | 駅名       | 駅間営業キロ | 累計営業キロ | 接続路線                                 | 線路 | 所在地 |
| ------ | ---------- | ------------ | ------------ | ---------------------------------------- | ---- | ------ |
| KD08   | 北熊本駅   | -            | 0.0          | 熊本電気鉄道：菊池線（御代志方面と直通） | ◇    | 北区   |
| KD07   | 黒髪町駅   | 1.2          | 1.2          |                                          | ｜   | 中央区 |
| KD06   | 藤崎宮前駅 | 1.1          | 2.3          |                                          | ｜   | 中央区 |

### 廃止区間

#### 熊本市内軌道線
戦災復興に関して1950年（昭和25年）頃から買収の話があがっていたが、1953年（昭和28年）に営業権買収が決定、1954年（昭和29年）6月に廃止し熊本市交通局に譲渡された。
上熊本駅 - 本妙寺口 - 京町口 - 加藤社前 - 内坪井 - 広町 - 藤崎宮前（路上駅）（※一部鉄道線直通）

#### 旧・鉄道線
1949年（昭和24年）4月に現在の路線（北熊本駅経由）に切り替わり、旧・鉄道線の一部区間は廃止した。
*印の駅は、1945年（昭和20年）以前に廃駅となっている。
藤崎宮前（鉄道駅）- 立町駅* - 三軒町駅* - 室園駅 - 松崎駅 - 亀井駅
なお、室園 - 松崎間の線路跡は、国道3号清水バイパスの一部になった。